# Rubiales (Viana del Bollo)
Rubiales (llamada oficialmente San Cibrao de Rubiais) es una parroquia y un lugar del municipio español de Viana del Bollo, en la provincia de Orense, Galicia.

## Toponimia
La parroquia también es conocida por los nombres de San Ciprián de Rubiales y San Cipriano de Rubiais.

## Organización territorial
La parroquia está formada por dos entidades de población:
- Rubiais
- San Agustín (Santo Agostiño)

## Demografía

### Parroquia
| Gráfica de evolución demográfica de Rubiales (parroquia) entre 2000 y 2023 |
|                                                                            |
| Datos según el nomenclátor publicado por el INE.                           |

### Lugar
| Gráfica de evolución demográfica de Rubiais (lugar) entre 2000 y 2023 |
|                                                                       |
| Datos según el nomenclátor publicado por el INE.                      |